# Марія Єлизавета Гольштейн-Готторпська
Марія Єлизавета Гольштейн-Готторпська (нім. Marie Elisabeth von Schleswig-Holstein-Gottorf, 1634—1665) — німецька шляхтянка, у шлюбі — ландграфиня Гессен-Дармштадтська, донька герцога Гольштейн-Готторпського Фрідріха III та Марії Єлизавети Саксонської, дружина ландграфа Гессен-Дармштадтського Людвіга VI.

## Біографія
Марія Єлизавета народилась 6 червня 1634 року в палаці Готторпів в Шлезвігу четвертою дитиною і третьою донькою в родині герцога Гольштейн-Готторпського Фрідріха III та його дружини Марії Єлизавети Саксонської. Її старший брат помер ще до її народження, в живих залишалися лише дві старші сестри: Софія Августа і Магдалена Сибілла. Згодом у дівчат з'явилося ще 12 братів та сестер.
В Європі в той час тривала Тридцятирічна війна. Батько Марії Єлизавети, Фрідріх III, дотримувався у ній нейтралітету, симпатизуючи Швеції. У внутрішніх справах він проявляв себе як поціновувач мистецтв та покровитель наук.
У 16 років Марія Єлизавета побралася із старшим сином ланграфа Гессен-Дармштадтського Людвігом, із яким була заручена півтора року. Весілля відбулося 24 листопада 1650 року у Готторпському палаці. У 1652 році народила першу доньку. Всього ж у шлюбі було восьмеро дітей.
Подружжя прожило разом майже 15 років. У 1661 році Людвіг, наслідуючи батькові, став ландграфом Гессен-Дармштадтським.
Марія Єлизавета померла 17 червня 1665 року при народженні молодшої дитини. Людвіг занурився у глибокий траур. По смерті дружини він написав безліч присвячених їй віршів.

## Родина

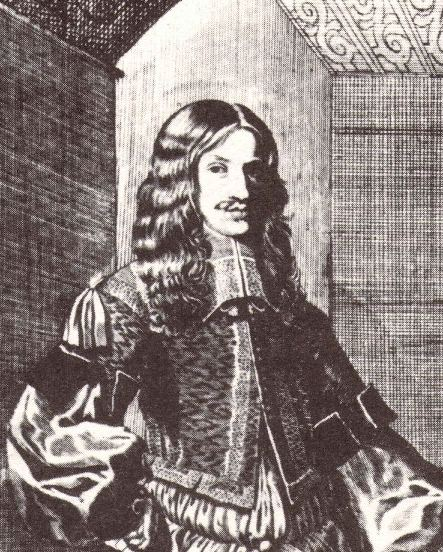
Людвіг Гессен-Дармштадтський

Чоловік — Людвіг VI, ландграф Гессен-Дармштадтський
Діти:
- Магдалена Сибілла (1652—1715) — одружена з герцогом Вільгельмом Людвігом Вюртемберзьким, мала четверо дітей.
- Софія Елеонора (1653) — вмерла немовлям.
- Георг (1654—1655) — вмер немовлям.
- Марія Єлизавета (1656—1715) — одружена з герцогом Саксен-Рьомхільдським, дітей не мала.
- Августа Магдалена (1657—1674) — поетеса, померла у 17 років.
- Людвіг (1658—1678) — ландграф Гессен-Дармштадтський, помер перед заручинами із принцесою Ердмутою Саксен-Зайц, дітей не мав.
- Фрідріх (1659—1676) — помер молодим.
- Софія Марія (1661—1712) — одружена з герцогом Саксен-Ейзенберзьким Крістіаном, власних дітей не мала, виховувала доньку чоловіка від першого шлюбу.